# 390813 Debwatson
390813 Debwatson este o planetă minoră (asteroid) din centura de asteroizi. A fost descoperită pe 13 mai 2004 la  de . 
Obiectul prezintă o orbită caracterizată de o semiaxă mare de 1,8403091631674 UAi, o excentricitate de 0,07241258861859, o înclinație de 32,792133318021 ° în raport cu ecliptica.